# Eustiromastix keyserlingi
Eustiromastix keyserlingi är en spindelart som först beskrevs av Władysław Taczanowski 1878.  Eustiromastix keyserlingi ingår i släktet Eustiromastix och familjen hoppspindlar. Inga underarter finns listade i Catalogue of Life.